# Gazania thermalis
Gazania thermalis es una especie de planta herbácea perteneciente a la familia  Asteraceae. Es originaria de Namibia de donde es endémica. Su hábitat natural  son los   humedales geotérmicos. Está amenazado por la pérdida de hábitat.

## Descripción
Esta especies es una planta herbácea perennifolia que mide de 0.05 - 0.08 m de altura.

## Hábitat
Esta especie crece en o cerca de manantiales de agua salobre caliente,  y como resultado están fragmentados de forma natural. Sólo tres subpoblaciones se conocen, sin embargo, podría haber otras, ya que hay lugares aparentemente más potenciales que todavía tienen que ser investigados. La extensión de su presencia se estima en <1.875 km ², sin embargo, el área de ocupación es muy pequeña (<5 km ²).

## Taxonomía
Gazania thermalis fue descrita por Kurt Dinter y publicado en Repert. Spec. Nov. Regni Veg. 17: 308. 1921
Etimología
Gazania: nombre genérico que fue otorgado en honor de Teodoro Gaza (1398-1478), erudito italiano de origen griego y traductor de las obras de Teofrasto del griego al latín.
thermalis: epíteto latíno que significa "manantial de agua caliente".